# 埃維利亞自由號列車
埃維利亞自由（英語：Avelia Liberty）是法国火车制造商阿尔斯通（Alstom）推出的高速鐵路列車。它源自TGV和New Pendolino高速鐵路列車家族，但經修改以符合北美铁路标准，包括美国聯邦鐵路管理局的耐撞性标准。美鐵已订购了28組列車使用於東北走廊，预计将于2025年开始營運。
在2016年8月26日，美鐵和阿尔斯通宣布選用埃維利亞自由，取代现有的阿西樂特快，行駛東北走廊的波士顿和华盛顿特区（經由纽约市和費城）區間。引進新的列車，加上轨道和信号的改进，初期可將常規營運最高時速提高到每小時160英里（260公里），而如果更進一步升級軌道與信號，最高速度將至每小時186英里（300公里）。列車設計上，在停用傾斜機制時，極速為每小時220英里（350公里）。

## 特点
新列车的基本編成為頭尾兩端以推拉式各配置一辆动力车，編組中有九辆客車車廂，其中客車車廂將使用關節式轉向架。如果需求增加，編組中可增加三節客車廂。动力车配有阿尔斯通碰撞能量管理系统，以满足美國聯邦鐵路管理局标准，同时使火车重量减轻30％。車上将配備USB插座、电源插座、WiFi、行動不便者設施，以及其他便利功能。 
列車也将配备主动倾斜系统（阿尔斯通称之为Tiltronix），以使列車能以較高速度通過彎道。 